# 戈维尔拉康帕涅
戈维尔拉康帕涅（法語：Gauville-la-Campagne，法語發音：[ɡovil la kɑ̃paɲ]）是法国厄尔省的一个市镇，位于该省中部，属于埃夫勒区。

## 地理
戈维尔拉康帕涅（49°2'53"N, 1°5'11"E）面积6.15 平方千米，位于法国诺曼底大区厄尔省，该省份为法国北部内陆省份，北起滨海塞纳省，西接奧恩省和卡爾瓦多斯省，南至厄尔-卢瓦省，东临瓦兹省、瓦兹河谷省和伊夫林省。
与戈维尔拉康帕涅接壤的市镇（或旧市镇、城区）包括：阿维龙、贝尔尼安维尔、科热、克拉维尔、埃夫勒、帕维尔。

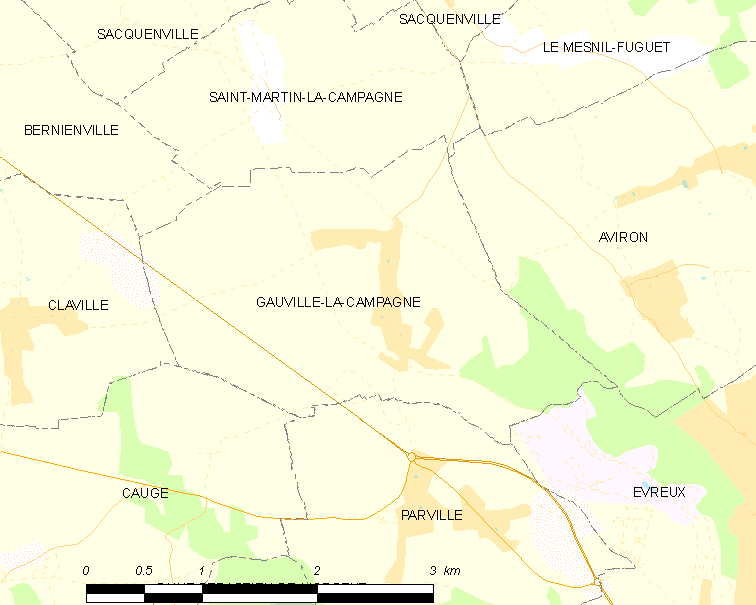
戈维尔拉康帕涅的OSM定位图

戈维尔拉康帕涅的时区为UTC+01:00、UTC+02:00（夏令时）。

## 行政
戈维尔拉康帕涅的邮政编码为27930，INSEE市镇编码为27282。

## 政治
戈维尔拉康帕涅所属的省级选区为乌什地区孔什县。

## 人口

1962-2008年间戈维尔拉康帕涅人口变化图示

戈维尔拉康帕涅于2022年1月1日时的人口数量为647人。